# Anthaxia aspera
Anthaxia aspera es una especie de escarabajo del género Anthaxia, familia Buprestidae. Fue descrita científicamente por Bílý en 1977.